# HD 13189 b
HD 13189 b est une exoplanète orbitant autour de l'étoile HD 13189, elle a été découverte en 2005.